# Лингжи-дзонг

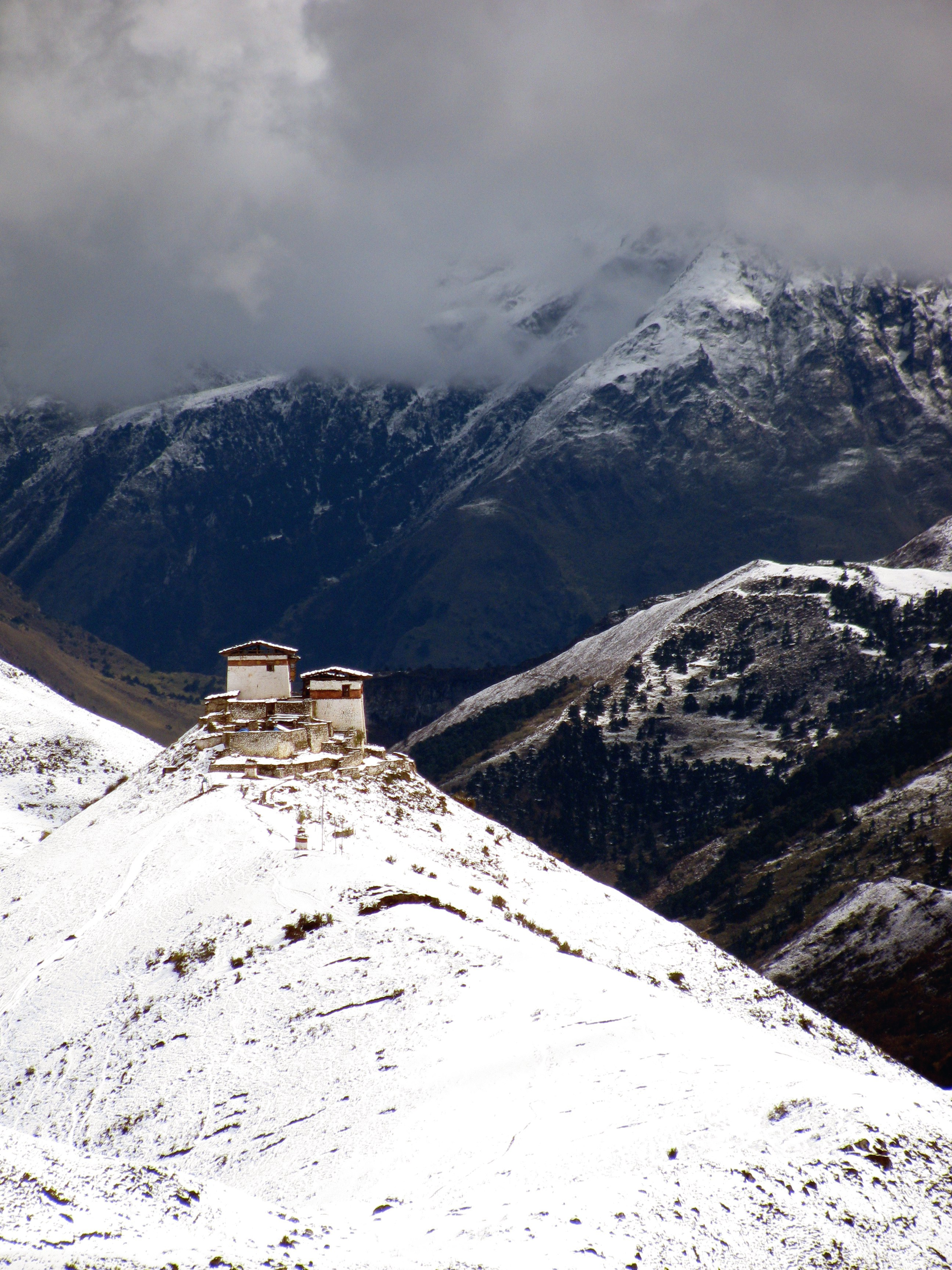
Лингжи-дзонг

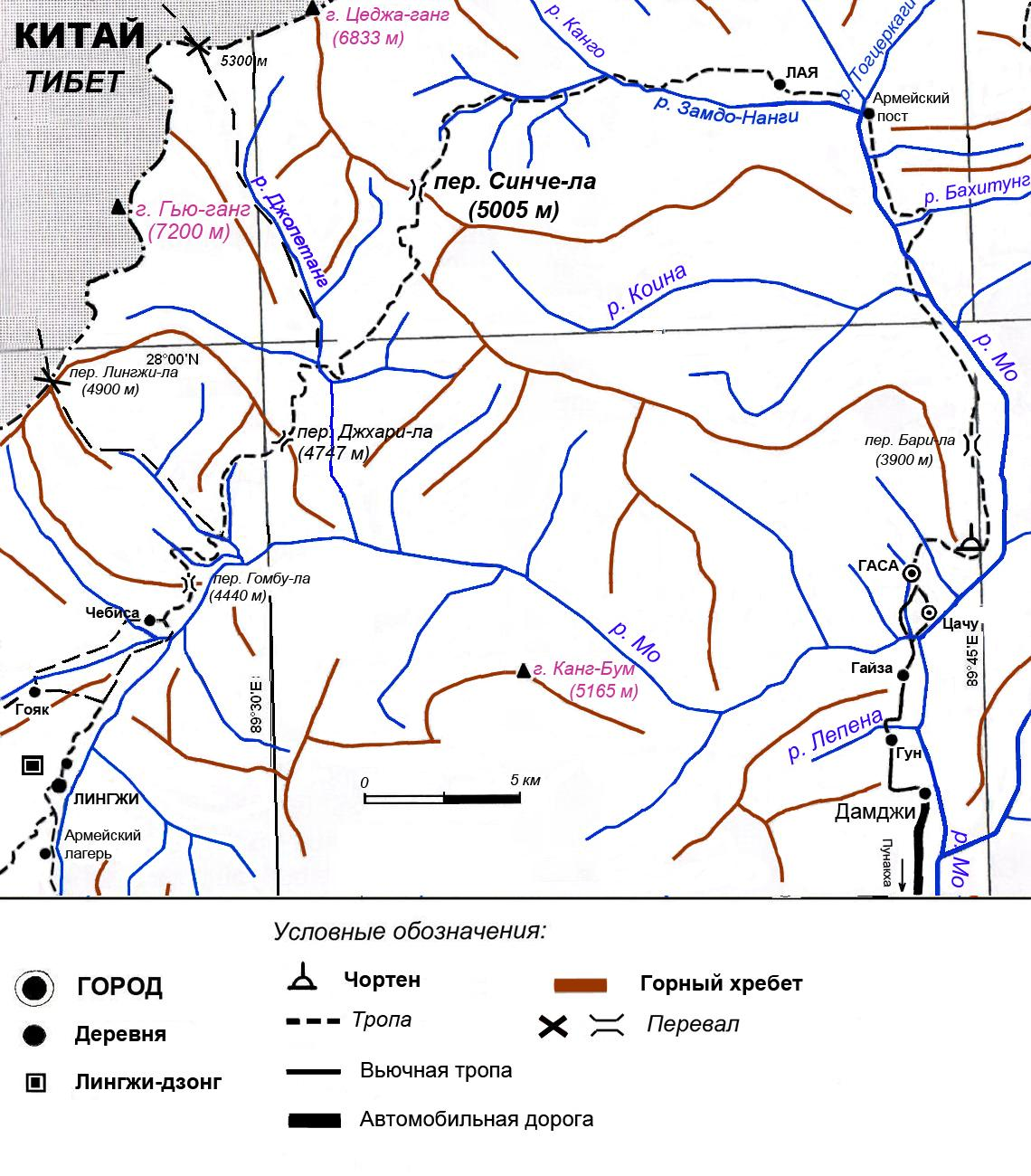
Карта высокогорья от Лингжи до Лая и Гаса

Лингжи-дзонг (Лингжи-Югьял-дзонг, дзонг-кэ གླིང་བཞི།, вайли gling bzhi, лат. lingzhi) — значимый буддийский монастырь школы Друкпа-кагью, в котором расположена также местная администрация гевога Лингжи. Находится на высоте 4150 на небольшом возвышении над одноимённым посёлком Лингжи, дзонгхага Тхимпху в Бутане. В монастыре проживает около тридцати монахов, монастырь возглавляет лама Нетен.
Лингжи является центром дунгхага — административной единицы, объединяющей три гевога (ещё Соэ и Наро). В собственно гевоге Лингжи имеется девять деревень, в которых всего 76 домашних хозяйств.
От дзонга идёт подъём к перевалу Лингжи-ла в Тибет высотой около 4900 м 27°57′09″ с. ш. 89°26′11″ в. д., через этот перевал в Бутан проникают нелегально китайские товары, в частности алкоголь и сигареты .
Дзонг стоит на вьючной тропе, проходящей вдоль Большого Гималайского хребта, которая идёт от Паро и Друкгьял-дзонга под священной вершины Джомолхари. После Лингжи-дзонга тропа ведёт в сторону Лая и Гаса-дзонга. В районе преобладают пастбища на высотах более 3500 м.
В гевоге имеется шесть школ.

## История
Крепость (дзонг построил в 1668 году третий Деси Бутана, Согьял Минджур Темпа (r. 1667—1680) в ознаменовании победы над тибетским вторжением. Дзонг получил название Югьял-дзонг. Этот дзонг позволял взять под контроль тибетско-бутанскую границу, и представлял большое стратегическое значение для северного Бутана.
Состояние дзонга оценивается как аварийное (2012), и дзонг покинут жителями после землетрясения 2011 года, однако он считается культурной ценностью и выделен бюджет на его ремонт 